# Asparagus mucronatus
Asparagus mucronatus — вид рослин із родини холодкових (Asparagaceae).

## Біоморфологічна характеристика
Це багаторічний кущ 40–150 см заввишки.

## Середовище проживання
Ареал: ПАР (Капські провінції).